# Gireum-dong
Gireum-dong là một dong, phường của Seongbuk-gu ở Seoul, Hàn Quốc.

## Liên kết
1. 1 2  "길음동 (Gireum-dong 吉音洞)" (bằng tiếng Hàn). Doosan Encyclopedia. Truy cập ngày 26 tháng 4 năm 2008.

- (tiếng Anh) Trang chính thức Seongbuk-gu Lưu trữ ngày 7 tháng 8 năm 2009 tại Wayback Machine
- Bản đồ của Seongbuk-gu[liên kết hỏng]
- Trang khu phố Gireum Lưu trữ ngày 23 tháng 1 năm 2016 tại Wayback Machine
- (tiếng Hàn) Seongbuk-gu Official website
- (tiếng Hàn) Văn phòng dân cư Gireum-dong Lưu trữ ngày 9 tháng 2 năm 2012 tại archive.today

Bản mẫu:Tọa độ missing